# Epimedium sempervirens
Epimedium sempervirens là một loài thực vật có hoa trong họ Hoàng mộc. Loài này được Nakai ex F.Maek. mô tả khoa học đầu tiên năm 1932.